# Cubo
Um cubo ou hexaedro regular é um poliedro com 6 faces congruentes. Além disso, é um dos cinco sólidos platônicos, pois:
- cada face tem 4 arestas;
- de cada vértice partem 3 arestas;
- vale a relação de Euler: {\displaystyle V-A+F=2}, onde {\displaystyle V} representa o número de vértices, {\displaystyle A} o número de arestas e {\displaystyle F} o número de faces.[1]

O cubo é também um poliedro regular, pois além das características de sólido platônico, possui: 
- faces poligonais regulares e congruentes;
- ângulos poliédricos congruentes.[1]

Ainda, é um prisma quadrangular regular, pois possui duas bases paralelas e congruentes (já que é um poliedro regular), suas bases são polígonos regulares (quadrados) e as arestas laterais formam ângulos retos ({\displaystyle 90^{\circ }}) com as arestas das bases. No cubo, todos os diedros possuem ângulo reto. 
O cubo é também um sólido sociável, já que ele pode ser aglomerado perfeitamente, o que significa que é possível juntar vários cubos sem que sobrem espaços vazios.

## Obtenção do número de vértices do cubo utilizando a relação de Euler
Como definido anteriormente, o cubo possui 6 faces quadrangulares, de modo que cada face possui 4 arestas. Daí, multiplicando o número de faces pelo número de arestas, tem-se:
{\displaystyle 6\cdot 4=24}
Porém, o número de arestas obtido é o dobro do número de arestas total do cubo, já que cada aresta pertence a duas faces. Por isso, é necessário dividir o resultado acima por 2. Logo:
{\displaystyle 24\div 2=12}
Daí, segue que 12 é o número total de arestas do cubo.
Para obter o número de vértices do cubo, basta substituir na relação de Euler os valores obtidos:
{\displaystyle V-A+F=2}
sendo {\displaystyle F=6} e {\displaystyle A=12}, tem-se:
{\displaystyle V-12+6=2\Rightarrow V-6=2\Rightarrow V-6+6=2+6\Rightarrow V=8}
Logo, 8 é o número de vértices do cubo.

## Obtenção do número de vértices, arestas e faces partindo da informação do número de lados do polígono da base do prisma
Sendo {\displaystyle n} o número de lados do polígono da base do prisma, é possível obter o número de vértices, arestas e faces que possui, já que todo prisma é composto por:
- {\displaystyle 2} bases congruentes;
- {\displaystyle n} faces laterais e {\displaystyle n+2} faces no total - as {\displaystyle n} faces laterais e as {\displaystyle 2} bases (as faces laterais são paralelogramos e dependem do número de lados do polígono da base);
- {\displaystyle n} arestas laterais e {\displaystyle 3n} arestas no total;
- {\displaystyle 2n} vértices - resultado da soma do número de vértices dos polígonos das bases.[1]

Assim, como o polígono da base do cubo é um quadrado, tem-se:
{\displaystyle n=4.}
Logo, substituindo {\displaystyle n} por {\displaystyle 4}, nas relações estabelecidas acima, conclui-se que:
- {\displaystyle F=n+2=4+2=6}

- {\displaystyle A=3n=3\cdot 4=12}

- {\displaystyle V=2n=2\cdot 4=8}.

## Planificação do cubo
O cubo possui, no total, 11 planificações distintas. E são elas:

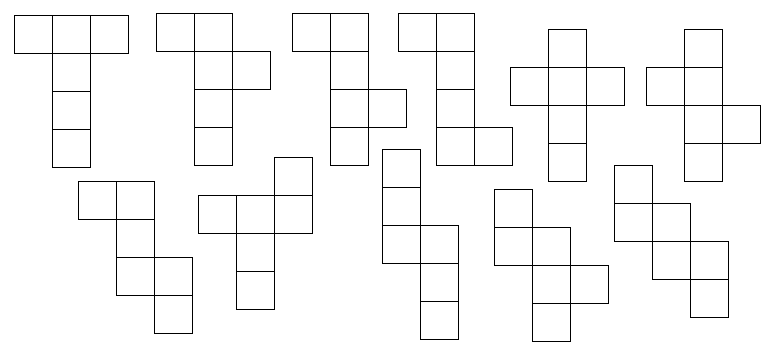
Planos do Cubo

## Área total da superfície do cubo
Como o cubo é formado por 6 faces regulares e congruentes (6 quadrados), basta calcular a área de uma de suas faces e multiplicar por 6.
Sabendo que a área de um quadrado com lado medindo {\displaystyle l} é dada por {\displaystyle l^{2}} e supondo que cada aresta do cubo tenha medida {\displaystyle a}, concluí-se que a área de cada face (quadrado) será {\displaystyle a^{2}}.
Logo a área total da superfície do cubo será {\displaystyle 6a^{2}}.

## Diagonal do cubo
É possível obter a diagonal do cubo utilizando o Teorema de Pitágoras. Basta descobrir o valor da diagonal de uma de suas faces em função do valor da aresta {\displaystyle a} e depois utilizá-lo para obter a diagonal do cubo.

O segmento representa a diagonal do cubo.

Desse modo, pelo Teorema de Pitágoras:
{\displaystyle a^{2}+a^{2}=({\overline {AC}})^{2}}
onde {\displaystyle a} representa a medida da aresta do cubo e {\displaystyle {\overline {AC}}} representa a medida da diagonal de uma das faces do cubo. Portanto:
{\displaystyle a^{2}+a^{2}=({\overline {AC}})^{2}}
{\displaystyle \Rightarrow 2a^{2}=({\overline {AC}})^{2}}
{\displaystyle \Rightarrow {\sqrt {2a^{2}}}={\sqrt {({\overline {AC}})^{2}}}}
{\displaystyle \Rightarrow a{\sqrt {2}}={\overline {AC}}.}
Daí, novamente utilizando o Teorema de Pitágoras:
{\displaystyle a^{2}+({\overline {AC}})^{2}=({\overline {AC'}})^{2}}
em que {\displaystyle {\overline {AC'}}} representa a diagonal do cubo, {\displaystyle a} representa a aresta do cubo e {\displaystyle {\overline {AC}}} a diagonal de uma das faces. Substituindo {\displaystyle {\overline {AC}}} por {\displaystyle a{\sqrt {2}}}:
{\displaystyle a^{2}+({\overline {AC}})^{2}=({\overline {AC'}})^{2}}
{\displaystyle \Rightarrow a^{2}+{\Big (}{a{\sqrt {2}}}{\Big )}^{2}=({\overline {AC'}})^{2}}
{\displaystyle \Rightarrow a^{2}+2a^{2}=({\overline {AC'}})^{2}}
{\displaystyle \Rightarrow 3a^{2}=({\overline {AC'}})^{2}}
{\displaystyle \Rightarrow {\sqrt {3a^{2}}}={\sqrt {({\overline {AC'}})^{2}}}}
{\displaystyle \Rightarrow a{\sqrt {3}}={\overline {AC'}}.}Ou seja, a diagonal do cubo é dada por {\displaystyle a{\sqrt {3}}}.

## Volume do cubo
Sendo um prisma, o volume do cubo pode ser obtido pelo produto da base pela altura. Assim,
{\displaystyle V=Ab\cdot h}
onde {\displaystyle V} representa o volume, {\displaystyle Ab} a área da base e {\displaystyle h} a altura.
Como a base é um quadrado de lado {\displaystyle a} e a altura também vale {\displaystyle a} (já que todas as arestas do cubo possuem a mesma medida), obtém-se:
{\displaystyle V=a^{2}\cdot a\Rightarrow V=a^{3}.}
Caso a aresta seja duplicada, formando um cubo de aresta {\displaystyle 2a}, o seu volume será 8 vezes maior que o inicial, pois:
{\displaystyle V=(2a)^{3}\Rightarrow V=8a^{3}.}

## Esfera inscrita em cubo/Cubo circunscrito à esfera
Caso a esfera esteja inscrita no cubo, ela tangenciará cada face do cubo exatamente no centro. Assim, a medida da aresta do cubo será o dobro da medida do raio da esfera inscrita, ou seja, será igual a medida do diâmetro da esfera.
Utilizando {\displaystyle r} para representar a medida do raio da esfera inscrita no cubo:
{\displaystyle 2r=a\Rightarrow r={\frac {a}{2}}.}

## Esfera circunscrita ao cubo/Cubo inscrito em esfera
Caso o cubo esteja inscrito em uma esfera, todos seus vértices irão tangenciar a esfera.
Se {\displaystyle R} representa o raio da esfera circunscrita ao cubo, {\displaystyle 2R} representa o diâmetro. Mas o diâmetro da esfera é igual ao valor da diagonal do cubo (já calculado anteriormente). Portanto:
{\displaystyle 2R=a{\sqrt {3}}\Rightarrow R={\frac {a{\sqrt {3}}}{2}}.}

## Poliedro dual do cubo
O poliedro dual do cubo é o octaedro regular.

Para obter o poliedro dual de um poliedro, inicialmente marca-se o centro de cada face do poliedro original, em seguida liga-se, por segmento de reta, cada um destes centros aos centros das faces adjacentes e por fim desconsidera-se o poliedro original.

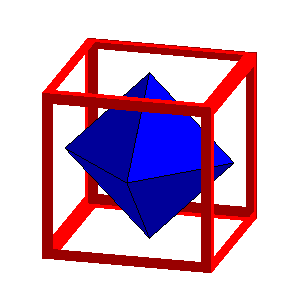
Octaedro

## Medida da aresta do octaedro inscrito em um cubo de arestaa{\displaystyle a}
Como cada vértice do octaedro encontra-se exatamente no centro da face do cubo, basta utilizar o Teorema de Pitágoras. Daí, cada cateto irá medir a metade da aresta {\displaystyle a} do cubo. Fixando {\displaystyle x} para representar a hipotenusa (medida da aresta do octaedro), obtém-se: 
{\displaystyle x^{2}=\left({\dfrac {a}{2}}\right)^{2}+\left({\dfrac {a}{2}}\right)^{2}}
{\displaystyle \Rightarrow x^{2}=2\left({\dfrac {a}{2}}\right)^{2}}
{\displaystyle \Rightarrow x^{2}=2\cdot {\dfrac {a^{2}}{4}}}
{\displaystyle \Rightarrow x^{2}={\dfrac {2a^{2}}{4}}}
{\displaystyle \Rightarrow {\sqrt {x^{2}}}={\sqrt {\dfrac {2a^{2}}{4}}}}
{\displaystyle \Rightarrow x={\dfrac {a{\sqrt {2}}}{2}}.}
Portanto, a medida da aresta do octaedro é {\displaystyle {\dfrac {a{\sqrt {2}}}{2}}}.

## Exemplos

Um cubo em rotação
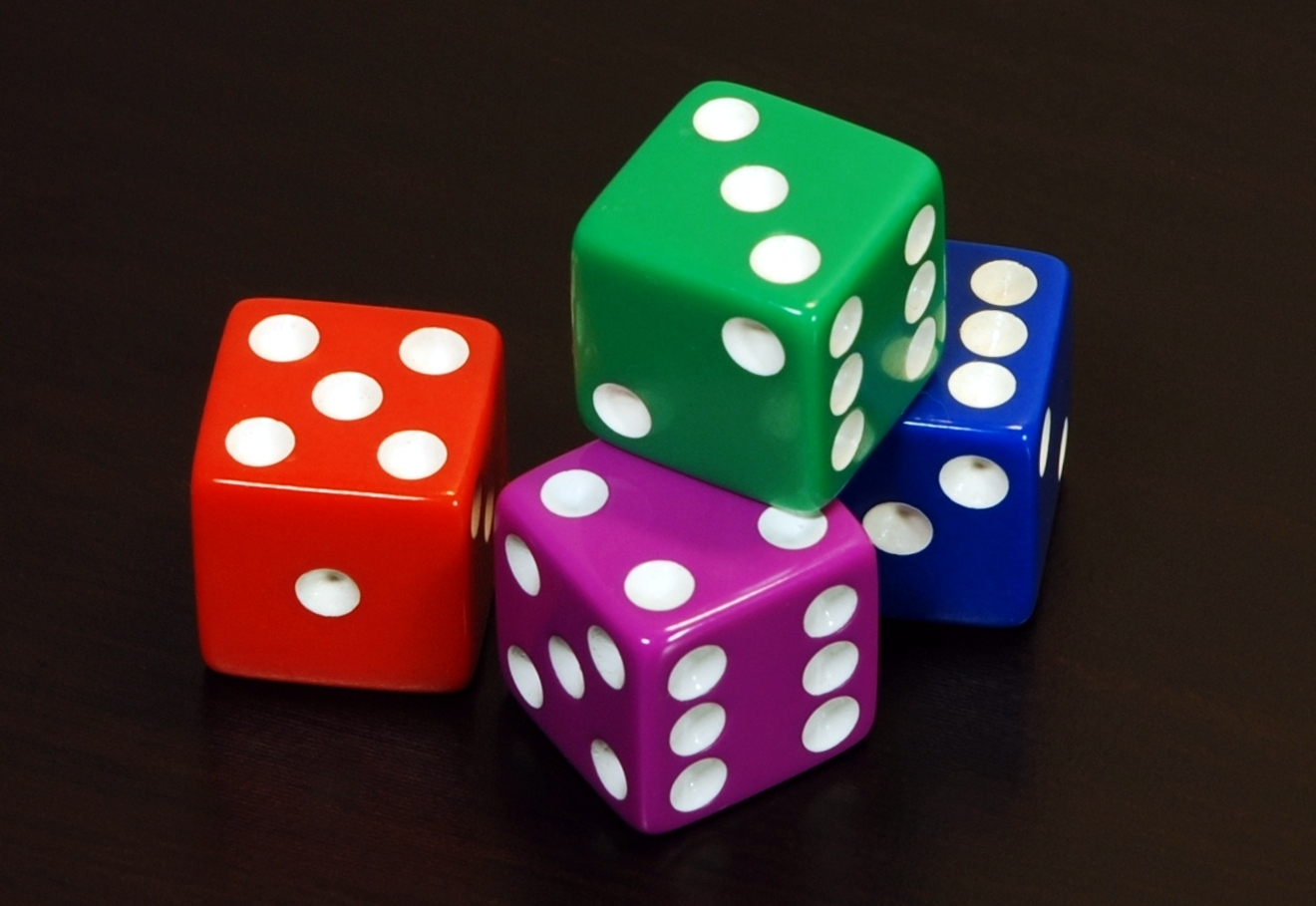
Dados de 6 faces
Cubo (Matemateca_IME-USP)
- Revolução de um cubo
(Matemateca_IME-USP)